# Сяндзян
Сяндзян (на китайски: 湘江; на пинин: Xiāng Jiāng) е река в Югоизточен Китай, в Гуанси-джуански автономен регион и провинция Хунан, вливаща се в езерото Дунтинху. С дължина 801 km и площ на водосборния басейн 94 900 km² река Сяндзян води началото си на 316 m н.в. от северните склонове на планината Нанлин. До град Хънян (провинция Хунан) тече през хълмисти местности в широка долина, а след това до устието си – през най-южната част на Равнината на река Яндзъ (най-южната част на Голямата китайска равнина). Влива се от юг в езерото Дунтинху на 33 m н.в., което се оттича в река Яндзъ. Основните ѝ притоци са десни: Сяошуй, Лъшуй, Мишуй. Подхранването ѝ е предимно дъждовно с ясно изразено лятно пълноводие и зимно маловодие, като колебанието на речното ниво достига до 12,8 m. Средният годишен отток в долното течение на реката (при град Сянтан) е 2270 m³/s. За дълбоко газещи речни съдове е плавателна до град Сянтан, а за плитко газещи – до Хънян. Водите ѝ масово се използват за напояване. Долината ѝ е гъстонаселена и земеделски усвоена, като най-големите селища са градовете Цюанджоу, Дунфън, Леншуйтан, Циян, Хънян, Хъншан, Джуджоу, Сянтан, Чанша, Тунгуан.